# Malú Oliveira
Maria Luísa Silva Ramos de Oliveira (Sete Lagoas, 12 de dezembro de 1992) é uma voleibolista indoor brasileira, atuante na posição Oposto, com marca de alcance de306 cm no ataque e 286 cm no bloqueio, que  atuando por clubes conquistou as medalhas de prata no Campeonato Sul-Americano de Clubes de 2017 no Brasil e  também no Campeonato Mundial de Clubes de 2018 na China.

## Carreira
Os primeiros contatos com o voleibol deu-se aos 17 anos em Sete Lagoas sua cidade natal, teve passagem pela PM Betim
Revelada nas categorias de base do Praia Clube conquistou o terceiro lugar no Campeonato Mineiro Infantojuvenil de 2010 e o mesmo posto no Campeonato Mineiro Adulto de 2010, conquistando o título do Campeonato Metropolitano Infantojuvenil de 2011 e dos Jogos de Minas , antes chamado de Jogos Mineiros do Interior (Jimi) .Em 2012 transferiu-se para o elenco juvenil do São José dos Campos Vôlei quando disputou a Copa Sada de Voleibol, no ano seguinte esteve atuando pelo Apiv/Piracicaba e disputou o Campeonato Paulista de 2013.
Na temporada 2013-14 voltou atuar por Sâo José dos Campos compondo o elenco do CEPE/Elleven/São José dos Campos e conquistou o título da primeira edição da Superliga Brasileira B 2014, obtendo o acesso a elite nacional e , também campeã dos Jogos Regionais de 2013, realizados na cidade de Caraguatatubae o vice-campeã dos Jogos Abertos do Interior de São Paulo de 2013 realizados em Mogi das Cruzes e disputou a Superliga Brasileira A  de 2014-15. Terminando na décima terceira colocação.
Foi contratada pelo  Dentil/Praia Clube paras as competições da jornada 2015-16 e conquistou o título do Campeonato Mineiro de 2015e o vice-campeonato na edição da Superliga Brasileira A 2015-16e sagrou-se campeã da Copa Brasil de 2016 realizada em Campinas.
Renovou com o Dentil/Praia Clube disputar as competições do calendário esportivo de 2016-17, conquistando o vice-campeonato na Supercopa do Brasil de 2016 em Uberlândia, além do terceiro lugar na edição da Superliga Brasileira 2016-17.Ainda em 2017 competiu pelo Dentil/Praia Clube na edição do Campeonato Sul-Americano de Clubes de 2017, em Uberlândia, Brasil, sagrando-se medalhista de prata.
No período esportivo seguinte transferiu-se para o Terracap/Brasília Vôlei e terminou na décima posição na Superliga Brasileira A 2017-18.
Na temporada de 2018-19 foi contratada pelo Camponesa/Minase sagrou-se campeã da edição do Campeonato Mineiro de 2018 e disputou a edição do Campeonato Mundial de Clubes de 2018 realizado em Shaoxing e conquistou a medalha de prata e disputa por este clube a Superliga Brasileira A 2018-19.
Pelo Itambé/Minas conquistou o título da Copa Brasil de 2019 realizada em Gramado e foi bicampeã do Campeonato Sul-Americano de Clubes de 2019 realizado novamente em Belo Horizonte;e contribuiu para conquista do clube do título da Superliga Brasileira 2018-19.

## Títulos e resultados
- Copa Brasil:2019[25]
- Superliga Brasileira Aː2018-19
- Superliga Brasileira Aː2015-16[11]
- Superliga Brasileira Aː2016-17[15]
- Supercopa Brasileira de Voleibolː2016[14]
- Copa Brasil:2016[12]
- Campeonato Mineiro:2015[10]e 2018[21]
- Superliga Brasileira B: 2014[6]
- Campeonato Mineiro:2010[1]
- Jogos Abertos do Interior de São Paulo:2013[8]
- Jogos Regionais de São Paulo:2013[7]
- Campeonato Mineiro Infantojuvenil:2010[1]
- Campeonato Mineiro Metropolitano Infantojuvenil:2011[2]
- Jogos de Minas:2011[2]

## Premiações individuais
[carece de fontes?]